# Annélation

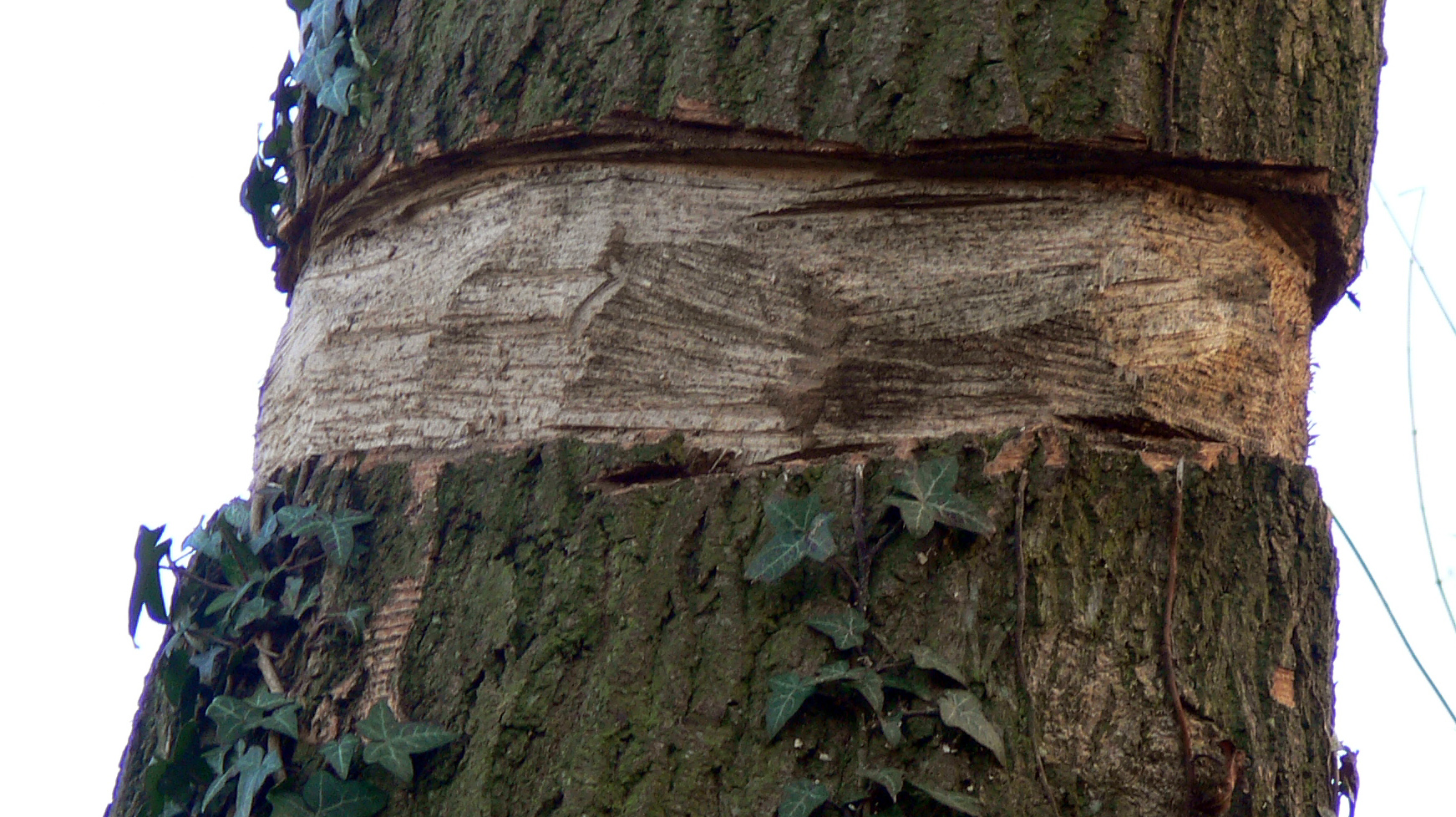
Cette annélation vise à bloquer la croissance d'un arbre poussant sur des fortifications anciennes, tout en conservant son potentiel de bois-mort pour les espèces saproxylophages et cavicoles (vivant ou nichant dans les cavités).

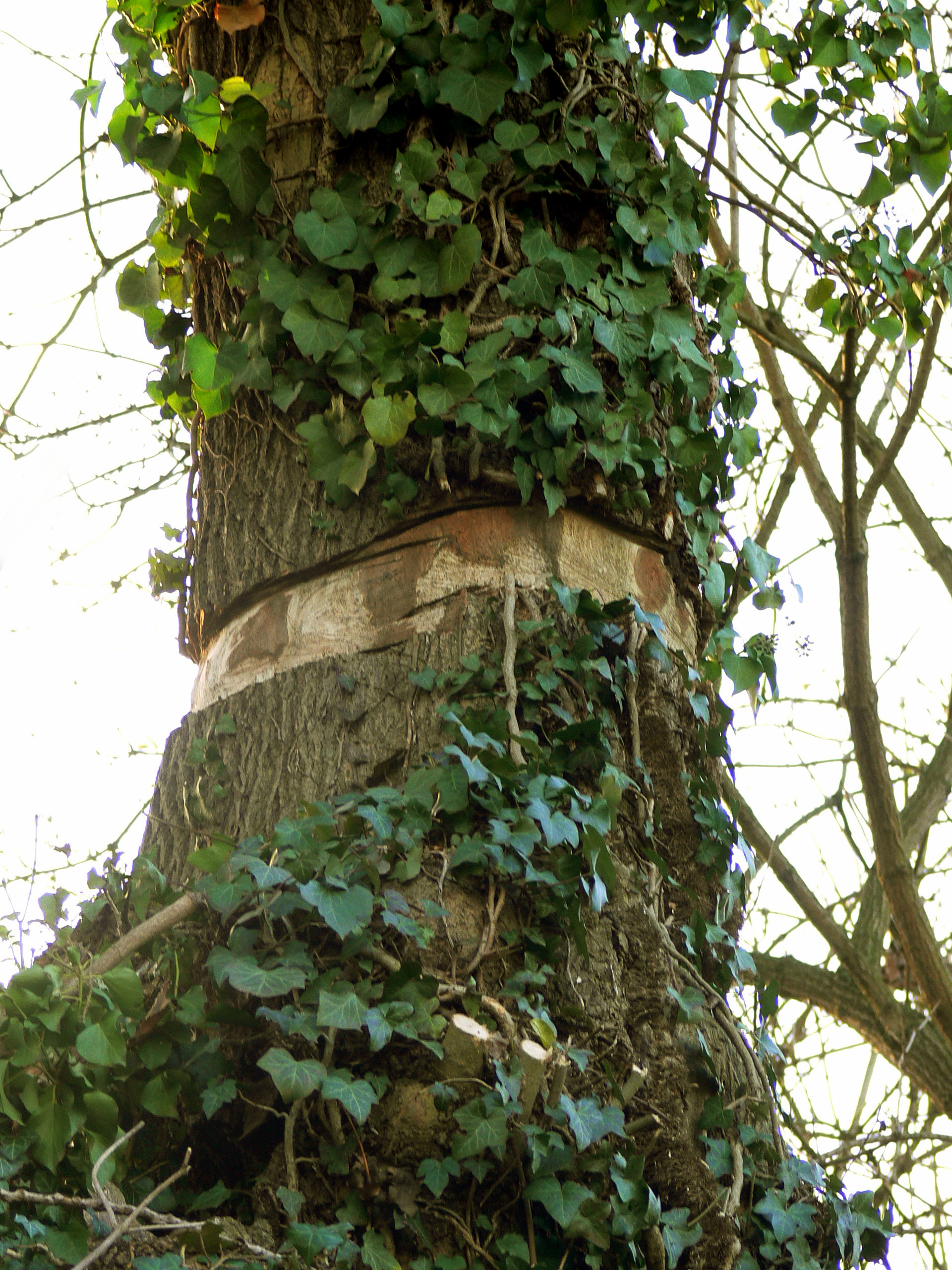
Cerclage d'un arbre

Pour la réaction chimique, voir Réaction d'annélation.
 (septembre 2020).
Si vous disposez d'ouvrages ou d'articles de référence ou si vous connaissez des sites web de qualité traitant du thème abordé ici, merci de compléter l'article en donnant les références utiles à sa vérifiabilité et en les liant à la section « Notes et références ».
L'annélation,  écorçage en anneau ou le cerclage est l'action de retirer l'écorce d'un arbre (ou d'une branche) sur toute sa circonférence, à la base de l'arbre ou à hauteur d'homme. Elle a pour but de provoquer la mort ou l'affaiblissement de l'arbre ou de la branche, généralement pour ne pas avoir à les couper. La pratique va limiter les flux de sève élaborée des feuilles vers les racines et tue l'arbre sur pied en évitant la formation de rejets de souche.
Cette technique s'est développée à la fin du XXe siècle, notamment dans le contexte de la sylviculture dite extensive ou « proche de la nature » (type Prosilva).

## Technique
L'écorce est retirée sur une bande de 3 à 5 cm (20 cm selon d'autres sources), sur la partie la plus lisse du tronc située entre la base et la première branche. 80 à 90 % de la circonférence du tronc est éliminée durant la première année, à la fin du printemps avant la fructification. Le restant est retiré le printemps suivant.  
Une partie réduite de la circonférence de l'écorce est laissée la première année, pour que la sève continue de circuler. Cela évite à l'arbre de réagir fortement en drageonnant,.  

1-La moelle 2-Le duramen 3-L'aubier 4-Le cambium 5-Le liber 6-Le suber

Les tissus de liber (phloème secondaire) qui véhiculent la sève élaborée sont interrompus lors du cerclage. L'arbre s'affaiblit et meurt en 1 à 3 ans.  
Les outils utilisés pour le cerclage sont au choix la hache, la scie, la tronçonneuse, la lame métallique ou la brosse métallique pour les arbres de petit diamètre. Certains outils sont munis d'une brosse métallique que l'on frotte sur le bois mis à nu pour y favoriser la colonisation par des organismes saproxyliques.   
Certaines espèces d'arbres ont une forte capacité de cicatrisation et une bonne résistance aux attaques bactériennes et de champignons. Dans ce cas, on entaille aussi le liber, et parfois le bois  pour être certain de tuer l’arbre ou la branche ou d’en diminuer la vigueur.
Un poison (phytocide) est parfois appliqué sur l'annélation, ce qui permet de diminuer l'épaisseur de l'anneau, mais constitue un risque pour les animaux ou humains, voire pour l'applicateur (ces produits sont toxiques et soumis à une législation et à des précautions d'usage).
Pour des raisons pratiques et de sécurité, il est souvent plus facile de tirer l'outil tranchant vers le bas, ce qui explique des annélations en biseau ou en zigzag.
Sur les arbres adultes ou sénescents, il faut généralement pratiquer une double incision de manière à permettre de retirer un bandeau d'écorce de plusieurs centimètres de large. Sur une tige très jeune, une simple incision peut suffire.
La technique n'est pas adaptée aux arbres de diamètre inférieur à 8 cm, car l'épaisseur du bois est insuffisante pour résister au vent une fois écorcé. Cela provoquerait la chute accidentelle de l'arbre. 

## Application

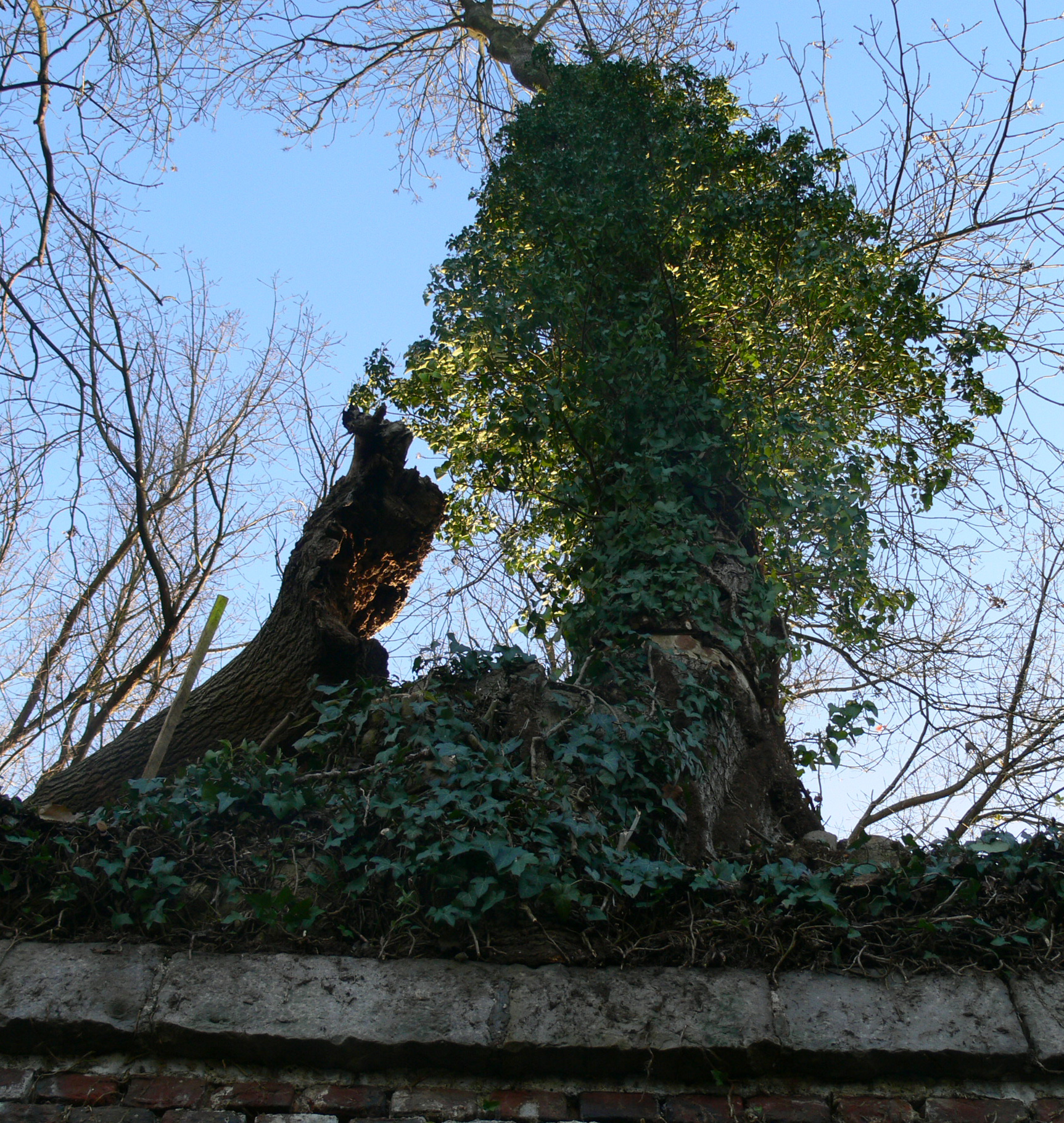
Ici, un vieux bois-mort sert de source de colonisation vers l'arbre tué par annélation.

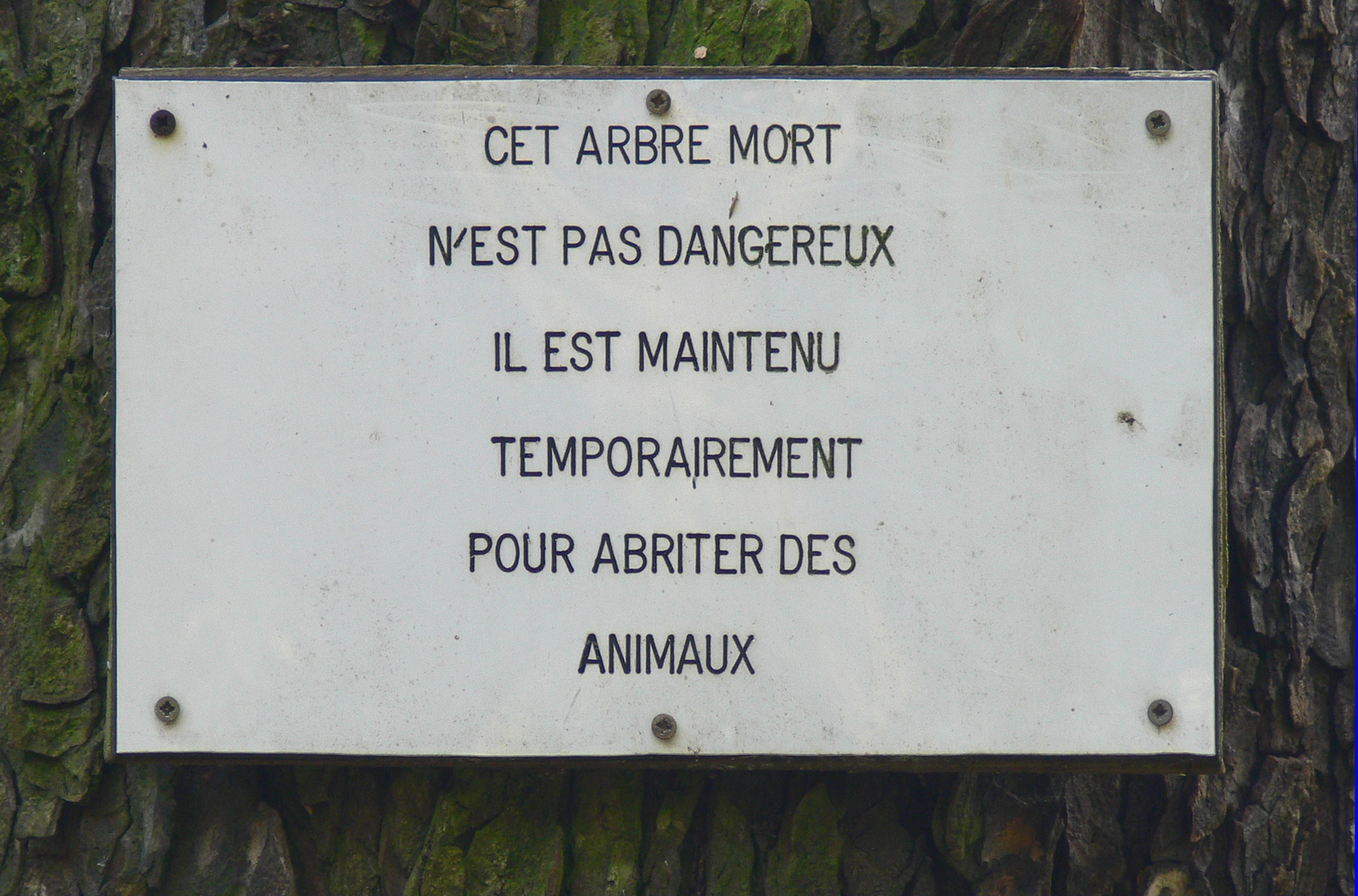
Une signalétique adaptée permet d'avertir le public.

La pratique est utilisée pour limiter les espèces envahissantes de certains écosystèmes, comme pour l'ailante à fort potentiel invasif. Elle peut aussi être utilisée dans les parcs pour développer les espèces saproxylophages, qui se développent sur le bois mort.
Elle peut aussi avoir deux objectifs :
- Elle est pratiquée dans le cadre de certaines opérations sylvicoles (dites d'éclaircie) dans les zones difficiles d'accès afin d'éliminer des arbres non retenus comme « arbres d'avenir » ou « tiges d'avenir » et favoriser ces derniers.

Cette méthode présente comme autre avantage de très peu perturber le milieu et la faune et d'être favorable aux espèces saproxylophages. Pour ces raisons, c'est une pratique qui peut être recommandée ou primée par les écolabels ou écosociolabels forestiers.
- Elle est aussi pratiquée dans les réserves naturelles ou d'autres aires protégées ou certains parcs boisés (publics ou privés) pour bloquer la croissance de certains arbres, tout en conservant leur potentiel de bois-mort de manière qu'il évolue en accueillant la succession naturelle des cortèges saproxyliques, comme cela se passerait dans le cas d'un arbre qui serait écorcé par un mammifère herbivore dans la nature. C'est aussi un moyen d'empêcher la propagation de certains champignons diffusés dans l'arbre via la circulation de la sève tels que Armillaria mellea[5].

## Sens par association
Le mot annélation pour aussi décrire l'écorçage total d'un arbre, d'une branche, d'une racine ou d'une tige :
- par un animal (insecte, rongeur, grand ou petit herbivore (par exemple l'écureuil gris introduit en Italie y tue des arbres par annélation. Le lapin ou le chevreuil peut faire de même pour de jeunes plants forestiers qu'on peut protéger par des protections spéciales). Le bison d'Europe écorce les arbres pour se nourrir, mais pas en en faisant le tour, ce qui n'est pas le cas du bison d'Amérique du Nord) ;
- par une infection bactérienne (d'une jeune écorce en général) ;
- par le feu.

Dans le roman Les paysans de Balzac on peut lire un assez long développement décrivant le "cerclage"  pratiqué par des paysans indélicats dans le but de faire mourir des arbres et d'augmenter ainsi la quantité de bois qu'ils ramasseront par la suite. Ils imitent l'annélation provoquée par la larve du hanneton.